# Sirolimus
Le sirolimus, appelé également rapamycine, est un médicament qui, comme la ciclosporine et le tacrolimus, est classé parmi les immunosuppresseurs. Pour des raisons mal comprises, il semble pouvoir contribuer à allonger la durée de vie de souris et d'autres mammifères.

## Historique
Il a été isolé en 1975 par une équipe de chercheurs canadiens à partir d'une bactérie filamenteuse, Streptomyces hygroscopicus, provenant du sol de l'île de Pâques, laquelle est connue sous le nom de Rapa Nui en langue rapanui.  La rapamycine  a été considérée dans un premier temps comme un antibiotique de type macrolide. Ses effets immunodépresseurs ont été décrits dès 1977.

## Mécanisme d'action
Bien qu'il ait un nom similaire au tacrolimus, il n'agit pas de la même façon. Son mécanisme d'action est lié à l'inhibition de la protéine mTOR (mammalian Target Of Rapamycin ou encore : « cible de la rapamycine chez les mammifères »). 
In vitro, il bloque la prolifération calcium-dépendante sans altérer la transcription des cytokines (comme le font la ciclosporine et le tacrolimus). Il inhibe donc la synthèse d'anticorps promue par les interleukines dans les lymphocytes B.
La molécule, introduite dans la nourriture, semble allonger significativement la durée de vie des souris. Selon une étude de David Harrison (Jackson Laboratory, Maine, États-Unis) et Randy Strong (université du Texas) publiée dans le journal Nature, la rapamycine serait ainsi le premier médicament capable d'allonger la durée de vie de mammifères.

## Pharmacocinétique
Similaire au tacrolimus, l'absorption orale est avec faible biodisponibilité et grande variabilité inter-individuelle. Le sirolimus se rencontre dans le sang majoritairement lié aux érythrocytes. Sa grande liposolubilité lui confère des propriétés de fixation aux tissus ainsi que la possibilité de passer la barrière hémato-encéphalique ainsi que la barrière placentaire. Il peut être excrété dans le lait maternel.

## Effets indésirables
Les effets indésirables du sirolimus sont variés :
- hypertriglycéridémie et hypercholestérolémie ;
- thrombopénie (diminution du nombre de plaquettes sanguines) et leucopénie (diminution du nombre de globules blancs) ;
- infertilité masculine ;
- pneumopathies interstitielles de mécanisme immuno-allergique ;

Près du tiers des patients arrêtent le traitement, donné comme immunodépresseur, en raison de ces effets.

## Interactions médicamenteuses
Comme la ciclosporine et le tacrolimus, il a une grande interaction avec toxicité non négligeable, avec les inducteurs/inhibiteurs du CYP3A4

## Utilisation
Il est utilisé essentiellement comme immunodépresseur lors d'une transplantation rénale.
Il pourrait avoir des effets intéressants dans la réduction de la taille des kystes rénaux lors d'une polykystose rénale type dominant et lors d'une sclérose tubéreuse de Bourneville.
Outre son action en tant qu'immunosuppresseur, le sirolimus est utilisé dans certains stents actifs, dispositif métallique implanté dans des artères lors d'une angioplastie pour empêcher le resserrement (resténose) de celles-ci : il en imbibe les mailles métalliques du « ressort » diminuant ainsi fortement la prolifération cellulaire qui est responsable de cette resténose.
Un dérivé du sirolimus, l'évérolimus, a été étudié dans la prévention de la maladie coronarienne du greffon cardiaque qui touche 50 % des greffés cardiaques dans les cinq ans qui suivent la transplantation et première cause de décès après la première année suivant la greffe : le dérivé du sirolimus a montré sa supériorité par rapport à l'azathioprine notamment.
Il est également utilisé dans le traitement de certains hémangiomes

## Recherche

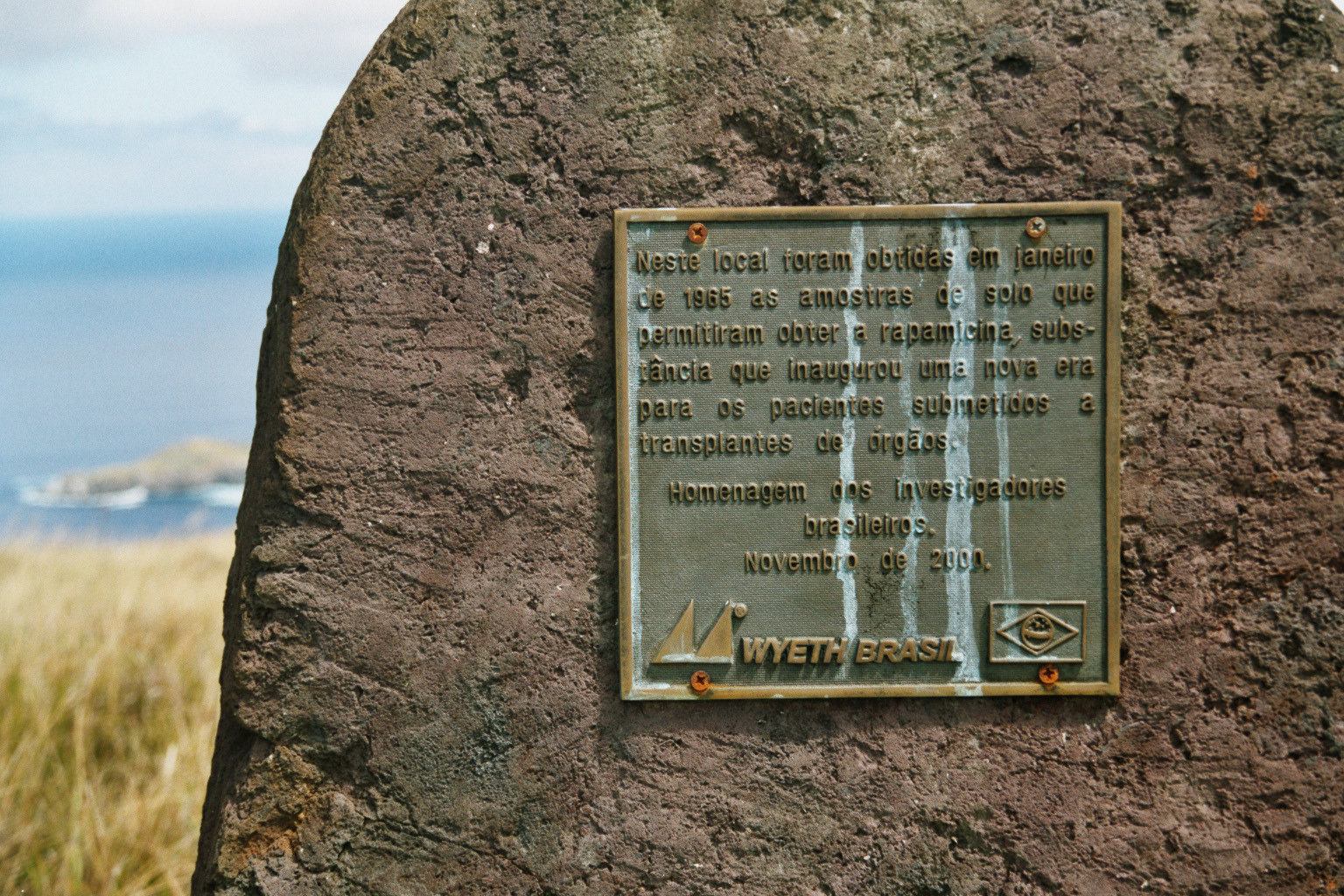
Plaque commémorative de la découverte du sirolimus sur l'île de Pâques

Trois études américaines citées par la revue Nature ont montré une augmentation de l'espérance de vie chez les souris, en particulier celles âgées, mais au détriment du système immunitaire. Elle est en cours d'études chez le chien. 
Cette molécule est également envisagée dans le traitement de certains cas de troubles du spectre autistique,.
Dans une étude de 2018, la rapamycine a donné des résultats intéressants sur la prévention de la presbyacousie (perte auditive liée à l'âge) en diminuant la perte des cellules ciliées externes chez les souris.